# Psara acrospila
Psara acrospila är en fjärilsart som beskrevs av Edward Meyrick 1886. Psara acrospila ingår i släktet Psara och familjen Crambidae. Inga underarter finns listade i Catalogue of Life.